# Schotkamp
De woonwijk Schotkamp ligt westelijk naast het centrum van de Nederlandse plaats Heerde.
Schotkamp is in de jaren zestig en zeventig gerealiseerd en kent een mix van vrijstaande woningen en huurwoningen. De wijk is ruim van opzet met veel groen. Aan de rand van Schotkamp zijn twee basisscholen aanwezig die de wijk scheiden van Zuppeld. In het Noorden van Schotkamp is een begraafplaats.